# Поду-Корбулуй
Поду-Корбулуй (рум. Podu Corbului) — село у повіті Прахова в Румунії. Адміністративно підпорядковане місту Бряза.
Село розташоване на відстані 94 км на північ від Бухареста, 43 км на північний захід від Плоєшті, 48 км на південь від Брашова.

## Населення
За даними перепису населення 2002 року у селі проживали 289 осіб, усі — румуни. Усі жителі села рідною мовою назвали румунську.